# فريا غريغوري
فريا غريغوري (من مواليد 12 يناير 2003) هي لاعبة كرة قدم اسكتلندية محترفة تلعب مع نادي نيوكاسل يونايتد الإنجليزي في دوري السوبر للسيدات 2، بشكل أساسي كمهاجمة. سبق لها اللعب مع برمنغهام سيتي ونادي أستون فيلا، بالإضافة إلى إعارتها إلى ليستر سيتي، وريدينغ، وساوثهامبتون. مثلت منتخب إنجلترا، موطنها الأصلي في مختلف فئات الشباب، ثم مثلت منتخب اسكتلندا لكرة القدم للسيدات نظرًا لأصولها العرقية وقد خاضت أول مباراة تنافسية لها في عام 2025.

## مسيرته الكروية

### برمنغهام سيتي
انضم غريغوري إلى أكاديمية نادي برمنغهام سيتي لكرة القدم لموسمين، وانضم إلى الفريق الأول في موسم 2019-2020. في 17 نوفمبر 2019، شاركت غريغوري لأول مرة مع فريق برمنغهام سيتي في مباراته الأولى مع فريق برمنغهام سيتي ضد برايتون آند هوف ألبيون للسيدات في هزيمة 3-0 دوري كرة القدم الأمريكية للسيدات. غادرت برمنغهام في يونيو 2020.

### أستون فيلا
في 4 يوليو 2020، أعلنت غريغوري عودتها إلى أستون فيلا للسيدات، حيث كانت في السابق في مرحلة الشباب، قبل أول موسم للفريق أستون فيلا للسيدات في دوري السوبر الإنجليزي للسيدات 2020-21، سجلت هدفها الأول في الدوري النسائي الممتاز في أواخر أبريل 2021، في مباراة تعادل بهدف لكل فريق ضد ناديها السابق برمنغهام. في 7 يناير 2022، انضمت غريغوري إلى ليستر سيتي على سبيل الإعارة لبقية موسم 2021–22.

#### نادي ريدينغ
في 14 سبتمبر 2023، أعلن نادي نادي ريدينغ لكرة القدم للسيدات عن تعاقده مع فريا على سبيل الإعارة لمدة موسم واحد من أستون فيلا. وعادت غريغوري إلى أستون فيلا في 4 يناير 2024، منهيًا إعارته إلى ريدينغ مبكرًا.

#### ساوثهامبتون
في 5 يوليو 2024، انضمت غريغوري إلى نادي بطولة السيدات نادي ساوثهامبتون لكرة القدم للسيدات على سبيل الإعارة لمدة موسم.

### نيوكاسل يونايتد
في 20 يناير 2025، أعلن نادي بطولة السيدات عن تعاقده مع غريغوري بعقد دائم.

## مسيرتها الدولية

### منتخب شباب إنجلترا
في أكتوبر 2019، تم استدعاء غريغوري إلى منتخب منتخب إنجلترا تحت 17 سنة للعب في مباريات تصفيات بطولة أمم أوروبا للسيدات تحت 17 سنة 2020 ولعبت ضد كرواتيا، البوسنة والهرسك وبلجيكا. في 23 أكتوبر 2021، بعد أن تم اختيارها ضمن منتخب إنجلترا لكرة القدم للسيدات تحت 19 سنة خلال تصفيات بطولة تحت 19 عامًا 2022، سجلت غريغوري ركلة جزاء ضد أيرلندا الشمالية في فوز بنتيجة 8-1 في الجولة الأولى. في 17 فبراير 2022، سجلت في بطولة ماربيا الدولية تحت 19 عامًا ضد منتخب فنلندا لكرة القدم للسيدات تحت 19 عامًا في فوز 4-0. في 9 أبريل، في الجولة الثانية من تصفيات بطولة تحت 19 عامًا، سجل غريغوري الهدف الثاني في فوز إنجلترا 2-0 على أيسلندا. في يونيو 2022، مع تأهل إنجلترا للبطولة، تم اختيارها ضمن تشكيلة بطولة تحت 19 سنة 2022 وبدأت في مباراتهم الافتتاحية للبطولة ضد النرويج.
في فبراير 2022، تم اختيار غريغوري كجزء من فريق تحت 23 عامًا كمهاجم. في 10 أكتوبر، سجلت هدفًا ضد السويد في مباراة انتهت بالتعادل 1-1. في 10 نوفمبر، بعد أن تم اختياره كجزء من فريق تحت 23 عامًا كمدافع، وسجلت هدفين في مرمى هولندا في فوز الفريق 2-0. خلال عام 2023، عادت غريغوري إلى الفريق كمهاجم، اللعب في المباريات ضد البرتغال، بلجيكا، والنرويج. في فبراير 2024، تم الإعلان عن غريغوري مرة أخرى كمدافع لفريق تحت 23 عامًا، شاركت كـ الرقم 3 ضد إسبانيا في هزيمة 3–1. في أكتوبر 2024، بدأت غريغوري في مباراة التعادل ضد هولندا تحت 23 عامًا.

### اسكتلندا
كانت غريغوري مؤهلاً لتمثيل منتخب اسكتلندا بحكم أصوله، وفي فبراير 2025، تم اختياره ضمن تشكيلة منتخب اسكتلندا لكرة القدم للسيدات.

## إحصائيات المسيرة

### النادي
آخر تحديث  20 يناير 2025.
| النادي              | الموسم         | الدوري              | الدوري    | الدوري  | كأس الاتحاد الإنجليزي | كأس الاتحاد الإنجليزي | كأس الدوري | كأس الدوري | المجموع   | المجموع |
| النادي              | الموسم         | القسم               | التطبيقات | الأهداف | التطبيقات             | الأهداف               | التطبيقات  | الأهداف    | التطبيقات | الأهداف |
| ------------------- | -------------- | ------------------- | --------- | ------- | --------------------- | --------------------- | ---------- | ---------- | --------- | ------- |
| نادي برمنغهام سيتي  | 2019-20        | دوري السوبر للسيدات | 3         | 0       | 0                     | 0                     | 1          | 0          | 4         | 0       |
| نادي أستون فيلا     | 2020-21        | دوري السوبر للسيدات | 9         | 1       | 0                     | 0                     | 0          | 0          | 9         | 1       |
| نادي أستون فيلا     | 2021–22        | دوري السوبر للسيدات | 3         | 0       | 0                     | 0                     | 3          | 0          | 6         | 0       |
| نادي أستون فيلا     | 2022–23        | دوري السوبر للسيدات | 7         | 0       | 2                     | 0                     | 3          | 0          | 12        | 0       |
| نادي أستون فيلا     | 2023–24        | دوري السوبر للسيدات | 3         | 0       | 0                     | 0                     | 0          | 0          | 3         | 0       |
| نادي أستون فيلا     | الإجمالي       | الإجمالي            | 22        | 1       | 2                     | 0                     | 6          | 0          | 30        | 1       |
| ليستر سيتي (إعارة)  | 2021–21        | دوري السوبر للسيدات | 11        | 1       | 2                     | 0                     | 0          | 0          | 13        | 1       |
| ريدينغ (إعارة)      | 2023–24        | بطولة السيدات       | 8         | 2       | 1                     | 0                     | 2          | 0          | 11        | 2       |
| ساوثهامبتون (إعارة) | 2024–25        | بطولة السيدات       | 10        | 2       | 0                     | 0                     | 1          | 0          | 11        | 2       |
| إجمالي مسيرتها      | إجمالي مسيرتها | إجمالي مسيرتها      | 54        | 6       | 5                     | 0                     | 10         | 0          | 69        | 6       |